# Laser (vela)
El  Laser  és una classe internacional d'embarcació de vela dissenyada per Bruce Kirby el 1969.

## Història
Una conversa entre el canadenc Bruce Kirby i el dissenyador industrial Ian Bruce sobre la conveniència de dissenyar una embarcació de Vela lleugera que es pogués transportar al sostre del cotxe, a diferència d'altres classes com la classe Snipe, que requereixen un remolc, es va dur a terme el 1969, i va ser el naixement de la classe Laser. L'embarcació, per a un únic tripulant, de pes lleuger, simple i competitiva, es va presentar al públic en el Saló Nàutic de Nova York a 1971. la IYRU (actual ISAF) va reconèixer la classe com a classe internacional el 1974. En l'actualitat, és l'embarcació d'un sol tripulant més estesa pel món.

## Versions
El Laser té 3 versions de l'aparell, encara que manté el mateix buc per a les tres. El Laser estàndard és el de major superfície vèlica, amb 7,06 metres quadrats, mentre que el Laser Radial, que serà embarcació olímpica en categoria femenina el 2008, té 5,76 metres quadrats, i el Laser 4.7 té 4,70 metres quadrats, cosa que el converteix en una versió molt adequada per als més joves, o de menys pes corporal.
El pes ideal del patró varia segons la versió de l'aparell: làser estàndard a partir de 70 kg, làser radial a partir de 60 kg i làser 4.7 a partir dels 50 kg.
La simplicitat del buc i l'aparell fan que pugui navegar amb vents de fins a 35 nusos d'intensitat. El làser té la característica de planejar les onades satisfactòriament a causa de la lleugeresa i poc volum del buc.
Recentment Rooster sailing ha introduït una versió no oficial de 08/01 Arxivat 2008-10-07 a Wayback Machine., que ha evidenciat el molt absurd que resulten els preus dels articles oficials Laser, ja que, tot i que són de fabricació més complexa, la vela costa prop de la meitat.